# Gunnar Gren

Gren links, als onderdeel van Gre-No-Li.

Gunnar Gren (Göteborg, 31 oktober 1920 – aldaar, 10 november 1991) was een Zweedse voetballer, voornamelijk bekend geworden door zijn vijf seizoenen bij AC Milan als onderdeel van het aanvalstrio Gre-No-Li.
Gren wordt beschouwd als een van de beste spelers die Zweden ooit gekend heeft. Hij heeft verschillende prijzen op zijn naam staan, waaronder een landstitel met IFK Göteborg, en de Zweedse Gouden Bal in 1946. In 1949 versterkte hij AC Milan en vormde hij met Gunnar Nordahl en Nils Liedholm de Zweedse voorhoede van AC Milan, ook wel Gre-No-Li genoemd.
Gren maakte zijn debuut voor het Zweeds voetbalelftal op 29 augustus 1940 tegen Finland (3-2-overwinning). Zijn laatste interland voor Blågult speelde hij op 26 oktober 1958 tegen Denemarken, welke resulteerde in een 4-4 gelijkspel. Op dat moment was Gren bijna 38 jaar oud. Gunnar maakte geen deel uit van het team dat derde werd op het Wereldkampioenschap in 1950; in totaal speelde hij 57 wedstrijden voor de Zweden, waarin hij 32 maal het doel trof. Na zijn actieve carrière werd Gren manager, en coachte hij een scala aan clubs.